# Pantomime (Debussy)
Pantomime est une mélodie pour voix et piano de Claude Debussy composée en 1883 sur un poème de Paul Verlaine.

## Présentation
Pantomime est composé début 1883 sur un texte de Paul Verlaine extrait du recueil Fêtes galantes (Paris, Lemerre, 1869, p. 3),. Debussy est l'un des tout premiers compositeurs à mettre en musique les poèmes de Verlaine.
L'incipit de l'œuvre est : « Pierrot, qui n'a rien d'un Clitandre ».
La mélodie est dédiée à Marie Vasnier, soprano colorature et première muse du compositeur.
Avec quatre autres mélodies, Debussy intègre Pantomime à une suite sous le titre de « Fêtes galantes » dans le recueil manuscrit « Chansons » qu'il offre fin 1884 à Mme Vasnier, avec l'envoi suivant : « À Madame Vasnier/Ces chansons qui n'ont jamais/vécues que par elle, et qui perdront/leur grâce charmeresse si jamais plus/elles ne passent par sa bouche/de fée mélodieuse./l'auteur éternellement/reconnaissant/CD. ».
L'ordre de la suite est :
1. Pantomime
2. En sourdine
3. Mandoline
4. Clair de lune
5. Fantoches

Le manuscrit autographe, Ms. 17716 (1), est conservé à la BnF (no 1 du « recueil Vasnier », ancienne collection Henry Prunières).
Si trois des mélodies sont reprises, mais sous une nouvelle mouture, dans le premier recueil édité de Fêtes galantes du compositeur, ce n'est pas le cas de Pantomime.
La partition n'est publiée que de façon posthume, en 1926, en supplément de La Revue musicale du 1er mai 1926, puis par Jobert en 1969, dans l'album Quatre Chansons de jeunesse (éditée par Arthur Hoérée),.
Le musicologue Roger Nichols relève que dans la mélodie « tout est léger, désinvolte, insouciant, varié seulement par le rêve de Colombine en son centre ».
La durée moyenne d'exécution de la pièce est de deux minutes trente environ.
Dans le catalogue des œuvres du compositeur établi par le musicologue François Lesure, Pantomime porte le numéro L 47 (31).

## Discographie
- Debussy : mélodies de jeunesse, Donna Brown et Stéphane Lemelin, ATMA Classique, 2001.
- Claude Debussy : intégrale des mélodies, 4 CD, Liliana Faraon et Magali Léger (sopranos), Marie-Ange Todorovitch (mezzo-soprano), Gilles Ragon (ténor), François Le Roux (baryton), Jean-Louis Haguenauer (piano), Ligia Digital, 2014[8],[9].
- Debussy Songs vol. 4, Lucy Crowe (en) (soprano), Malcolm Martineau (piano), Hyperion Records CDA68075, 2018.
- Claude Debussy : The complete works, CD 19, Mady Mesplé (soprano), Dalton Baldwin (piano), Warner Classics, 2018[10].